# Anime in tumulto
Anime in tumulto è un film del 1942 diretto da Giulio Del Torre.
Il soggetto è tratto dall'omonimo romanzo di Augusto Turati.

## Trama
Un chirurgo si sposa con una sua paziente divenuta sterile. La donna soffre della sua condizione e, quando la segretaria del medico - amante abbandonata - gli partorisce un bambino, la donna lo rapisce. Il conflitto tra le due finirà quando la rapitrice si lascerà morire, per lasciare campo libero alla rivale.

## Produzione
La pellicola venne girata negli studi di Cinecittà.

## Distribuzione
La pellicola venne distribuita nelle sale cinematografiche italiane il 4 aprile del 1942.